# Пологовка (посёлок при станции)
Полого́вка — посёлок при станции в составе Ломовского сельсовета Арзамасского района Нижегородской области.

## Население
| 2002 | 2010 |
| ---- | ---- |
| 10   | ↘6   |